# Томпсон (Північна Дакота)
Томпсон (англ. Thompson) — місто (англ. city) в США, в окрузі Гранд-Форкс штату Північна Дакота. Населення — 1101 особа (2020).

## Географія
Томпсон розташований за координатами 47°46′29″ пн. ш. 97°6′16″ зх. д. / 47.77472° пн. ш. 97.10444° зх. д. (47.774613, -97.104356).  За даними Бюро перепису населення США в 2010 році місто мало площу 1,20 км², з яких 1,18 км² — суходіл та 0,01 км² — водойми.

## Демографія
Згідно з переписом 2010 року, у місті мешкало 986 осіб у 356 домогосподарствах у складі 293 родин. Густота населення становила 824 особи/км².  Було 362 помешкання (303/км²).
Расовий склад населення:
| - 98,1 % — білих - 1,0 % — корінних американців - 0,3 % — чорних або афроамериканців - 0,1 % — азіатів |

До двох чи більше рас належало 0,4 %. Частка іспаномовних становила 0,9 % від усіх жителів.
За віковим діапазоном населення розподілялося таким чином: 28,4 % — особи молодші 18 років, 64,5 % — особи у віці 18—64 років, 7,1 % — особи у віці 65 років та старші. Медіана віку мешканця становила 36,8 року. На 100 осіб жіночої статі у місті припадало 104,1 чоловіків;  на 100 жінок у віці від 18 років та старших — 104,0 чоловіків також старших 18 років.
Середній дохід на одне домашнє господарство  становив 95 469 доларів США (медіана — 91 136), а середній дохід на одну сім'ю — 96 354 долари (медіана — 92 734). За межею бідності перебувало 3,7 % осіб, у тому числі 7,4 % дітей у віці до 18 років та 4,9 % осіб у віці 65 років та старших.
Цивільне працевлаштоване населення становило 624 особи. Основні галузі зайнятості: освіта, охорона здоров'я та соціальна допомога — 33,3 %, публічна адміністрація — 9,5 %, роздрібна торгівля — 9,1 %, будівництво — 8,8 %.